# Pet Sematary Two
Pet Sematary Two (titulada: Cementerio de mascotas 2 o Cementerio maldito 2 en Hispanoamérica y Cementerio viviente 2 en España) es una película de terror estadounidense de 1992, dirigida por Mary Lambert y protagonizada por Edward Furlong y Anthony Edwards. Es una secuela de la película de 1989 Pet Sematary, basada en la novela homónima de Stephen King.

## Argumento
Diez años después de los sangrientos eventos en Pet Sematary, Jeff Mathews (Edward Furlong) es un niño de 13 años de edad, que tiene la particularidad de ser el único hijo de una famosísima actriz llamada Renee Hallow (Darlanne Fluegel) y de un veterinario de nombre Chase Mathews (Anthony Edwards). La relación de los padres de Jeff va mal por lo que ambos viven separados.
En un set de filmación de Los Ángeles, Renee termina muriendo electrocutada accidentalmente durante el rodaje de la película, ante la mirada de Jeff y todo el equipo de filmación  por lo que Jeff en su dolor y trauma se traslada junto a su padre Chase, a Ludlow, Maine, el pueblo natal de su madre y en donde ella es sepultada en un cementerio cercano (el mismo cementerio donde fue sepultado Gage Creed (Miko Hughes) antes de ser exhumado por su padre Louis Creed (Dale Midkiff) y enterrado en el cementerio indio Micmac). La mudanza tiene como objetivo alejar a Jeff de todo lo que pueda recordarle a Los Ángeles y a la vida de una estrella, además de alejarlo de todo el escándalo y tumulto que ocasionó la muerte de su madre, suceso que está siendo mórbidamente explotado por todos los medios de comunicación.
Ahí, Jeff conoce la historia convertida en leyenda sobre la familia Creed y el cementerio indio que se dice tiene poderes de resurrección (historias que han sido tomadas por los habitantes del pueblo como leyendas urbanas tontas y disparatadas, además de cuentos de terror para asustar a los niños), además de conocer a un chico llamado Drew Gilbert (Jason McGuire), con quien rápidamente inicia una amistad, convirtiéndose en su único y mejor amigo en el pueblo; aunque también consigue la enemistad de Clyde Parker (Jared Rushton) (el bravucón del pueblo), quien inmediatamente desarrolla un odio y envidia hacia Jeff solo por ser el hijo de una celebridad.
Jeff también conoce de mala gana a la nueva ama de llaves Marjorie Hargrove (Sarah Trigger), a quien contrata Chase para ocuparse de la casa. Marjorie es una mujer joven y muy atractiva, de personalidad noble y buena, pero Jeff termina odiándola por ser una fanática de las películas de su madre y por querer acercarse a él y darle cariño maternal.
Sin embargo, Jeff no es el único con problemas pues Drew vive atemorizado por su padrastro y el sheriff del pueblo Gus Gilbert (Clancy Brown), un hombre cruel y violento quien odia y maltrata al niño castigándolo constantemente y abusando de su autoridad. Poco después, Gus en un ataque de ira  mata de un disparo al amado perro de Drew, un husky llamado Zowie, por lo que Jeff acompaña a Drew a buscar el cementerio indio para enterrar a Zowie en un intento desesperado por resucitarlo y comprobar si las historias que se cuentan son reales. El perro vuelve de entre los muertos convertido en un ser maligno y sus ojos tienen un brillo sobrenatural, incluso a la luz del día. Zowie es tratado por su herida de bala por Chase, quien considera que la herida no está sanando y Zowie no tiene latidos cardíacos. Chase envía una muestra de sangre a un laboratorio y se entera de que las células de Zowie son las propias de un animal muerto, ya que están completamente deterioradas. La resurrección de Zowie perturba a los chicos, quienes inmediatamente ven los cambios en la personalidad del perro y comienzan a ponerse cada vez más nerviosos con lo sucedido, pero deciden intentar seguir con sus vidas y ver cómo se acomodan las cosas.
Jeff y Drew van al cementerio de mascotas en Halloween junto con otros chicos del pueblo para una noche de historias de terror acerca de los asesinatos de los Creed. Mientras tanto, Gus vuelve a casa y al enterarse de que Drew salió, se enfurece y va en su búsqueda. Gus consigue dar con Drew y está listo para darle un fuerte castigo físico. Antes de que Gus pueda golpear a su hijastro con un pedazo de madera, Zowie sale corriendo de las sombras y mata al sheriff de un mordisco en la yugular, desapareciendo poco después entre las sombras y escapando de la escena.
Los chicos aterrados y tras conocer como Louis consiguió traer a su hijo de la muerte y viendo que en efecto funcionó con Zowie, entierran a Gus en el cementerio indio para que nadie se entere de lo sucedido. Gus vuelve a la vida y regresa a casa en la madrugada, pero ahora hace movimientos rígidos y trata a Drew mejor, pero presenta un comportamiento silencioso y muestra nulo interés en su aseo personal ni siquiera molestándose en ducharse o lavar su ropa por lo que es muy similar a los zombis. Pronto se vuelve más cruel y sádico, como cuando despelleja brutalmente a sus conejos para la cena.
El análisis de Zowie enviado a un especialista por Chase muestra que el perro está realmente muerto, y Chase decide ver al veterinario. El anciano le cuenta todo lo que sabe y le recomienda enfáticamente que abandone la ciudad, de lo contrario, Jeff y Chase terminarán como la familia Creed.
Jeff comienza a preguntarse si todos los seres humanos enterrados ahí serán como el padrastro de Drew y comienza a considerar la opción de enterrar en esas tierras a su madre. 
Zowie irrumpe en la clínica veterinaria y mata a tres gatos antes de entrar en la casa de Chase y atacarlo. Chase después de luchar contra Zowie sobrevive, pero queda gravemente herido del brazo izquierdo. Al día siguiente, Jeff tiene un encuentro con Clyde y cuando Jeff está a punto de perder la nariz a causa de su pelea con Clyde, Gus aparece en el lugar y le ordena a Jeff que se vaya a casa. Una vez este se marcha, Gus mata a Clyde con su propia motocicleta (su bufanda se queda atrapada en la rueda trasera, tirando de su cabeza y provocando que su cara quede destrozada por los radios), mientras que su hijastro Drew es testigo de toda la matanza.
Gus persigue a Drew y lo atrapa una vez dentro de su casa, en la cual está su perro Zowie, que se ha vuelto completamente salvaje y lo ataca junto con Gus quien al verse descubierto ha decidido mostrar su verdadera naturaleza. Drew escapa a través de una ventana del piso de arriba y se mete en el coche de su madre cuando esta llega. Gus les persigue por la carretera con su coche de policía, ante el pánico de Drew y la confusión de su madre acaba con ellos al obligarlos a chocar contra un camión. Más tarde, Gus vuelve al lugar donde se encuentra el cadáver de Clyde con una pala y una bolsa para cadáveres, y cogiendo el cadáver dice: "Te llevaré a la colina, Clyde, amigo. Como hacían los indios".
Esa noche Jeff, sumido en tristeza por la muerte de Drew, se obsesiona con el poder del cementerio indio y decide reanimar a su madre. Es así que le pide a Gus exhumar su cadáver y llevarlo al cementerio indio para volver a enterrarla. Chase se entera de que su mujer ha sido exhumada de su tumba por Gus y se dirige a la casa de Gus para buscar explicaciones, no sin antes tener una fuerte discusión con Jeff, quien le cuenta del cementerio, de su poder de resurrección y de la posibilidad de traer de vuelta a Renee como lo hicieron con Zowie y Gus, pero Chase no le cree y considera la historia como demasiado fantasiosa, por lo que se va molesto. Al llegar a la casa de Gus, es atacado por Zowie que está dispuesto a matar al veterinario de una vez por todas. Chase reacciona y dispara al perro que termina caminando a la casa hasta morir por segunda vez. Chase entra en la casa de Gus y mira horrorizado en lo que Gus ha convertido la casa hasta encontrarse con él en la cocina. Al ver que su vida corre peligro y que no obtendrá respuestas, Chase le dispara a Gus en el pecho, lo cual tiene poco efecto en él. Gus golpea a Chase y tira su arma, pero cuando está a punto de matarlo con un taladro eléctrico, Chase lo evita, recupera su arma y logra matar a Gus disparándole en la cabeza. Chase se convence mucho a su pesar, que las historias de su hijo eran ciertas y que en efecto, existe un cementerio en donde lo que sepultes volverá a la vida, solo que corrompido y convertido en algo maligno.
La madre de Jeff, Renee, vuelve a la vida como un ser maligno y llega a la casa durante la madrugada. Renee mata a Marjorie en el ático, mientras que Jeff oye los gritos de Marjorie y camina con calma hasta el ático y jubiloso encuentra a su madre. Chase llega a casa y encuentra el cuerpo de Marjorie, así como su hijo abrazando a su esposa muerta. Él no se inmuta con Renee y sabiendo que en realidad ella no es su esposa, sino a algo diabólico le dice a Jeff que se aleje de ella. Renee le dice a Jeff que vaya abajo, para que Chase y ella puedan "hablar". Una vez abajo, a Jeff se le aparece Clyde (quien fue enterrado en el cementerio indio por Gus, volviendo a la vida como un espantoso ser) con un hacha y lo ataca. Chase queda fuera de combate por el hacha de Clyde, y Renee bloquea la puerta del ático y provoca un incendio en el lugar, mirando entusiasmada la pelea y planea llevarse a Jeff y Chase con ella a la muerte. Antes de que Clyde matara a Jeff con un patín de hielo, Jeff vence al abusón metiéndole un cable eléctrico en la boca, haciendo que su cabeza explote.
Jeff entonces agarra el hacha de Clyde, destruye la puerta del ático y toma a su padre inconsciente. A medida que se escapan, Renee intenta convencer a Jeff para que se quede, murmurando las palabras "Te amo", pero Jeff convencido de que lo que tiene enfrente no es su madre, si no algo que se apoderó de su cadáver y finalmente, se escapa junto con su padre, dejando a esa falsa Renee morir en el incendio. Mientras el cuerpo de Renee arde, ella grita: "¡La muerte es mejor!". 
Jeff y Chase escapan de Ludlow para iniciar una nueva vida en Los Ángeles y Jeff comprende a su pesar que a veces es mejor dejar las cosas tal y como están y que las diabólicas y malignas tierras de ese cementerio indio por más buena que sea la intención no deben ser usadas de nuevo jamás.

## Canciones
En la banda sonora se volvió a incluir un tema de The Ramones que esta vez no fue escrito para la película
- Poison Heart, compuesta por Dee Dee Ramone y Daniel Rey.
- Love Never Dies, compuesta e interpretada por Traci Lords.
- I've Got Spies, compuesta e interpretada por el grupo Dramarama.

## Reparto
- Anthony Edwards es Chase Matthews.
- Edward Furlong es Jeff Matthews.
- Clancy Brown es Gus Gilbert.
- Jared Rushton es Clyde Parker.
- Jason McGuire es Drew Gilbert.
- Darlanne Fluegel es Renee Hallow Matthews.
- Lisa Waltz es Amanda Gilbert.
- Sarah Trigger es Marjorie Hargrove.